# Beguda negra
La beguda negra, en anglès black drink, és el nom de diversos tipus de beguda ritual que preparaven els amerindis natius americans del sud-est dels Estats Units. Les ètnies que feien aquest tipus de cerimònies eren els caddo, cherokee, choctaw, ètnia creek i d'altres. Feien servir aquestes begudes com purificadores que treien la contaminació física i espiritual del bevedor. Encara que la fórmula no es publicava, els ingredients habituals eren les fulles i tiges torrades del yaupon (Ilex vomitoria). Normalment contenia herbes emètiques que feien vomitar. Tanmateix, no sempre implicava el vòmit i el que en realitat feia vomitar era la gran quantitat de beguda que es prenia.

## Preparació

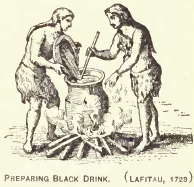
Preparació de la beguda negra, gravat per Joseph-François Lafitau, 1723

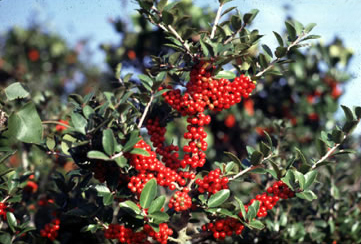
Yaupon Holly (Ilex vomitoria)

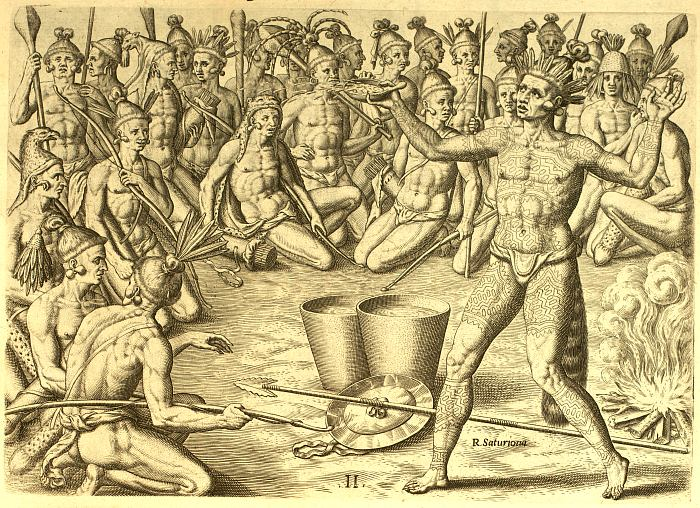
El cacic Saturiwa prepara els seus homes per a la batalla, d'un gravat de Jacques le Moyne des Morgues

Després de collir les fulles del Yaupon es posaven sobre el foc en recipients de ceràmica. El torrat incrementava la solubilitat en l'aigua de la cafeïna. Després es bullien fins a aconseguir una beguda de color negre cosa que també incrementava l'efecte de la cafeïna. Es bevia encara calenta. Possiblement, aquesta beguda negra alliberava més cafeïna que en una beguda de cafè, possiblement fins a 3,0-6,0 grams de cafeïna. Els colonialistes van adoptar mètodes similars de producció de la beguda negra però amb altres propòsits no rituals.

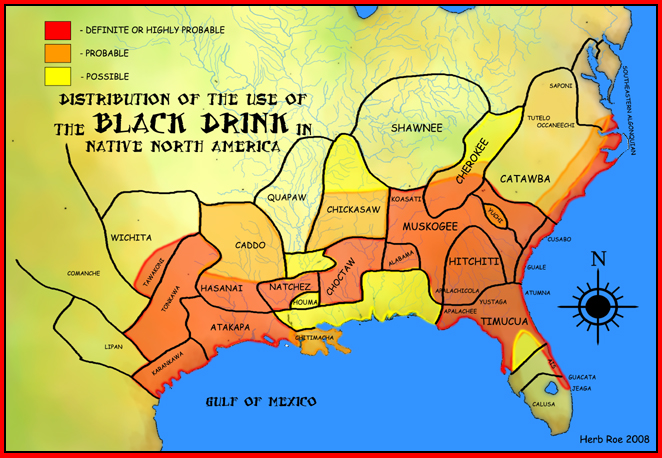
Mapa de l'extensió geogràfica de la Beguda Negra entre els amerindis abans de la seva deportació del